# Reformáció
A reformáció vagy más nevein hitújítás, protestáns reformáció vagy európai reformáció, a nyugati kereszténység egyik jelentős mozgalma volt a 16. századi Európában, amely vallási és politikai kihívást jelentett a katolikus egyház és különösen a pápai tekintély számára, ami abból fakadt, hogy a katolikus egyházban hibákat és visszaéléseket fedeztek fel. Az egyház megreformálására egy széles körű mozgalom indult. A reformáció volt a protestantizmus kezdete és egy olyan esemény, amelyet sokan az európai középkor végének és az újkor kezdetének tekintenek.

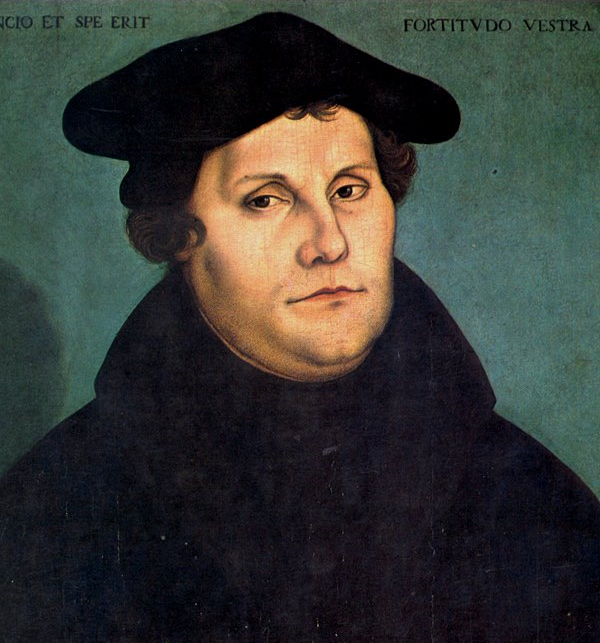
Luther Márton, id. Lucas Cranach festménye, 1529

A 15–16. században egyre fokozódott a katolikus egyház bírálata. Luther Márton Ágoston-rendi szerzetes először az általa megfogalmazott 95 tézissel hívta fel a figyelmet a hibákra (a hagyomány szerint 1517. október 31-én kiszegezte követeléseit és tanításait a wittenbergi vártemplom kapujára), majd fokozatosan eltávolodott a római vezetéstől. Nem sokkal később Ulrich Zwingli, majd Kálvin János Svájcban is elindította új, független vallási mozgalmát. E mozgalmak tagjait a pápasággal szembeni tiltakozás („protestálás”) miatt protestánsoknak nevezték, a kereszténységnek ekkor kialakuló nagy ága a protestantizmus. A reformáció egyes irányzatainak szétválása a különböző protestáns egyházak, felekezetek kialakulásához, majd megerősödéséhez vezetett. Ezek közül az evangélikus egyház (más néven lutheránus egyház) és a református egyház a legismertebbek. Befolyása megtartása érdekében a katolikus egyház az ellenreformációval válaszolt.
A reformáció okait a modern vallástörténet ma már nem leegyszerűsített fogalmak segítségével próbálja feltárni, ezért nagyon fontos, hogy ne egyetlen, hanem több reformációról beszéljünk.

## Kronológia
A reformáció kronológiai áttekintése:
- 1515–1516: Luther Márton előadásokat tart Pál rómaiakhoz írt leveléről.
- 1516: Ulrich Zwingli Bázelben találkozik Erasmusszal és Froben nyomdásszal.
- 1517: Luther Márton kiadja a 95 tételét. Többnyire ezt az eseményt és dátumot tekintik a reformáció kezdetének. [4]
- 1520: Luther Márton megírja a következő műveit:
  - A római pápaság;
  - Felhívás a német nemzet keresztény nemességéhez a kereszténység javítása érdekében (An den christlichen Adel deutscher Nation);
  - Az egyház babiloni fogságáról (De captivitate Babylonica ecclesiae);
  - Keresztény szabadság (Von der Freiheit eines Christenmenschen).
- 1521: A pápa kiközösíti Luthert. Luther elkezdi németre fordítani a Bibliát. Ezt megelőzően a csekély számú Biblia latin nyelvű volt. A papok értenek latinul, de a legtöbb ember nem. [4]

V. Károly császár kihirdeti a wormsi ediktumot a lutheranizmus betiltására. Kimondja Luther Márton és támogatói száműzését, megtiltja írásainak (valamint minden más eretnekséggel gyanúsított írásnak) terjesztését és olvasását.
- 1522: A reformáció átterjed Svájcra. Itt az egykori pap, Huldrych Zwingli lesz a vezető alakja. Publikációi ismertté teszik Zürichen kívül is.

Luther Márton kiadja az Újszövetség német fordítását.
- 1523: Jacques Lefèvre d'Étaples kiadja az Újszövetség francia fordítását a Vulgatából.
- 1524: Martin Bucer református istentiszteletet vezet be Strasbourgban.
- 1525: Luther nyilvánosan nem ért egyet más vallási reformerekkel a teológia kérdéseiben. A reformáció szétesik több ágra.[4]

Az anabaptistáknak nevezett reformátorok jelennek meg. Vallják a pacifizmust, a felnőttek keresztségét, valamint az egyház és az állam szétválasztásának elvét. A későbbi kvékerek, a baptisták, mennoniták és hutteriták mind az anabaptista mozgalomból származnak.
- 1529: Bázel, majd más svájci városok is csatlakoznak a reformációhoz.

A lutheránus fejedelmek „tiltakozása” a második speyeri országgyűlésen.
- 1530: Az Augsburgi (Ágostai) Hitvallás, a lutheranizmus alapító szövegének bemutatása.
- 1531: Svédországban Laurentius Petri protestáns érsek lesz a reformáció egyik helyi vezetője.[4] Svédország nagy része áttér a lutheranizmusra.

A katolikus svájci kantonok megtámadják Zürich lakosságát, és legyőzik őket. Zwinglit megölik.
- 1534: VIII. Henrik angol király szakít a pápával. Megalapítja az anglikán egyházat, önmagával az élen.[4]

Luther Márton kiadja az Ószövetség német fordítását.
Kiáltványaffér: a francia királyi politika elnyomóvá válik; I. Ferenc megkezdi a protestánsok üldözését.
- 1536: Svájcban Kálvin János francia jogász kiadja a Keresztény vallás rendszere című iratát, amely a reformáció egyik legfontosabb dokumentumává válik.[4]
- 1538: Kálvint száműzik Genfből, így Strasbourgban telepszik le, ahol együttműködik Martin Bucerrel és az újonnan létrehozott humanista főiskolán tanít.
- 1541: Kálvin visszatér Genfbe, és a városban református köztársaságot hoz létre.

Petri és mások kiadják a Biblia első svéd fordítását.
- 1542: III. Pál létrehozza a Római és Egyetemes Inkvizíció Szent Kongregációját.
- 1545: A katolikus egyház megnyitja a tridenti zsinatot. A zsinat az ellenreformáció része lesz, az egyház fejlesztésére és megújítására tett kísérlet.[4] Ennek eredményeként a papok több és jobb képzésben részesülnek. Később Franciaország és Lengyelország nagy része, valamint Németország egy része protestánsból újra római katolikussá lesz.[4]
- 1546: Luther Márton halála.
- 1547: John Knox elindítja Skóciában a protestantizmust.[4]
- 1552: Kálvin János kiadja Isten örökkévaló eleve elrendeléséről című művét.
- 1555: Aláírják az augsburgi vallásbékét, amely törvényes létet ad a Birodalom evangélikus városainak vagy államainak.
- 1562: A wassyi hugenották gyűlése tagjainak lemészárlása; a francia vallásháborúk kezdete.
- 1563: A tridenti zsinat vége.
- 1579: Faustus Socinus (Fausto Sozzini) olasz reformátor Lengyelországba menekül és létrehozza az unitárius mozgalmat.[4]
- 1618–1648: A harmincéves háború.

## A reformáció kezdete
A középkor végén számos olyan mozgalom támadt, amely hol minden világi és egyházi hatalom megszüntetésére törekedett, hol csak a pápa és a főpapok hatalmát akarták csökkenteni. Egyre kevésbé fogadták el az egyház abszolút és egyetemes hatalmát. Az egyházi reformok szükségességét hirdették a humanisták is, elsősorban azért, hogy a felülről elindított reformok révén megakadályozzák az egyre inkább radikalizálódó tömegmozgalmak kibontakozását.  A kialakuló polgárság bírálta a klérus romlottságát, és megvetette a tudatlanságot. Az egyház körében is egyre többen voltak, akik látván a reneszánsz pápák és a pápai udvar fényűzését, a püspöki székek betöltése körüli visszaéléseket, a papság és szerzetesség méltatlan életét, az egyházi kizsákmányolás fokozódását, sürgették az egyházi reformot.  Még a feudális urak és fejedelmek is támogatták, akiknek a reformáció lehetőséget nyújtott függetlenségi törekvéseik megvalósítására és az egyházi földbirtokok megszerzésére. 
A reformációban mindenekelőtt kifejezésre jutott a racionális szellem harca a világias szellemmel: a katolikus egyház színpompás rítusaival és képeivel a hívők fantáziájához fordult, a protestantizmus azonban arra szorítkozott, hogy prédikációkkal szóljon hozzájuk. A protestantizmus racionalista alapállásának megfelelt az is, hogy bizonyos egységes sémák érdekében feláldozza mindazt, amit ezekbe nem lehetett besorolni; mindenekelőtt a szerzetességet és a szentek kultuszát; és a vallási élet – bibliai alapokat nélkülöző – kifejezési formáinak sokféleségét.
A reformáció indító oka elsősorban az Isten igéjéhez való hűség volt. A Szentírás mindenek fölé helyezése Luthernek a legfőbb reformátori cselekedete. Ez volt a reformáció teológiai indító oka.
Reformációs tevékenységéhez Luther Wittenbergben 1517-ben, Zwingli Zürichben 1524-ben, Kálvin Genfben 1536-ban kezdett hozzá. Törekvéseik oly élénk visszhangra találtak, hogy különféle árnyalatai Európa legnagyobb részében gyorsan elterjedtek.

### Előzményei
A világ fejlődésének több fontos tényezője, egymással szoros együtt hatásban indította be ezt a folyamatot. Ilyen tényezők voltak a könyvnyomtatás feltalálása, a nagy földrajzi felfedezések, a világnézet bővülése, de mindennél fontosabb volt a tudományok és művészetek 15. századi újjáéledése. Az egyházi reformok igényét a középkori eretnekmozgalmak és a koldulórendek alapítása már korán jelezte. Fontos szerepet játszott a folyamatban a konstanzi és a bázeli egyetemes zsinat, amelyeken a katolikus egyház főpapjai és hittudósai erélyesen kiálltak az egyház megreformálásának fontossága mellett. A John Wycliffe és Husz János által hirdetett vallásjavítási tanok szintén igen nagy hatással voltak a vallásos alapeszmék átalakítására.

### Luther 95 tétele
Luther Márton szerzetes 1517. október 31-én Wittenbergben a hagyomány szerint kiszögezte a vártemplom kapujára, 95 pontból álló vitairatát, amelyben közhírré tette saját álláspontját, hitet téve az egyedül hit általi üdvözülés tana mellett, és elítélve a búcsúcédulák (pénzért vásárolt bűnbocsánat) árusítását. A kitűzés időpontján és tényén is tudósok évszázadok óta vitatkoznak, de mindig előkerül valamilyen ellenkező adat. A tételeknek rendkívüli hatásuk volt: futótűzként terjedtek a Német-római Birodalomban, és számtalan hívet szereztek maguknak.

## Fő személyek
| Késő középkori előreformátorok: - John Wycliffe (Wycliff János) - Ján Hus (Husz János) - Prágai Jeromos - Petr Chelčický (Helcsickí Péter) |  | Fő reformátorok a kora újkorban: - Luther Márton - Ulrich Zwingli - Kálvin János |  | Egyéb, jelentősebb reformátorok: - Philipp Melanchthon - Martin Bucer - Béza Tódor - Heinrich Bullinger - Peter Martyr Vermigli - Guillaume Farel |  | - John Knox - Thomas Müntzer - Andreas Karlstadt - Menno Simons - Thomas Cranmer - Richard Hooker stb. |  |

## A reformáció a német területeken

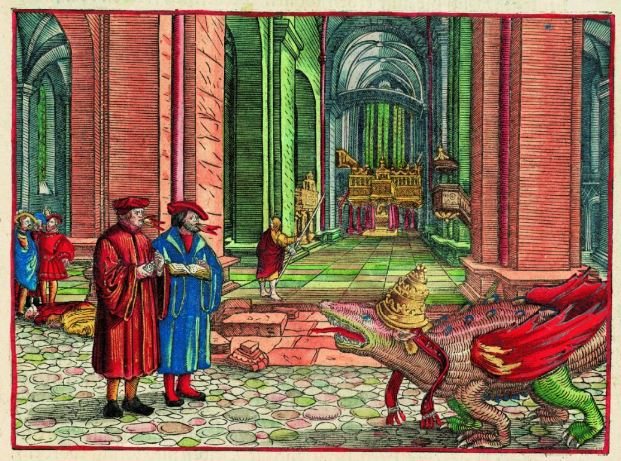
Illusztráció Luther Bibliájából (1534): Luther és (feltehetőleg) Zwingli „tüzet prédikálnak” a pápai koronát viselő sárkányra (Luther tanítása szerint a pápa maga volt az Antikrisztus)

A reformátorok pozíciójának kiindulópontja az egyházzal szembeni ellentét volt; ellentétben álltak nem csupán azzal a számos hibával és fogyatékossággal, amely az egyházra mint intézményre jellemző volt, hanem az egyház azon igényével is, hogy Isten és ember között ő legyen a hivatott közvetítő. Az új irány képviselői ezzel ellentétben azt tanították, hogy az egyén lelke közvetlenül áll szemben Istennel, és nincs kötve semmiféle „látható” egyházhoz mint Krisztus által létrehozott üdvintézményhez és annak szerveihez. A bűntől az egyént nem egy pap feloldozása vagy külsőleges cselekmények (búcsú stb.) szabadíthatják meg, hanem egyedül maga Isten, akihez önkéntes bűnbánással és felelősségvállalással fordul. A reformáció ebben a tekintetben a lelkiismereti szabadság alapelvét valósította meg, és olyan individualizmust képviselt, amelynek eszményképe az Istennek tudatosan felelős személyiség. A reformátorok ragaszkodtak a Szentírás feltétlen tekintélyéhez; a reformáció számára ez volt az egyedüli, egyetemes érvényű segédeszköz a kinyilatkoztatott igazság megismeréséhez. A reformáció azzal, hogy indokolatlan újításként elutasított minden olyan elképzelést és intézményt, amelyről a Biblia nem tesz említést, a legkorábbi kereszténység hitét és kultuszát akarta annak eredeti tisztaságában visszaállítani.

### A lutheránus mozgalom

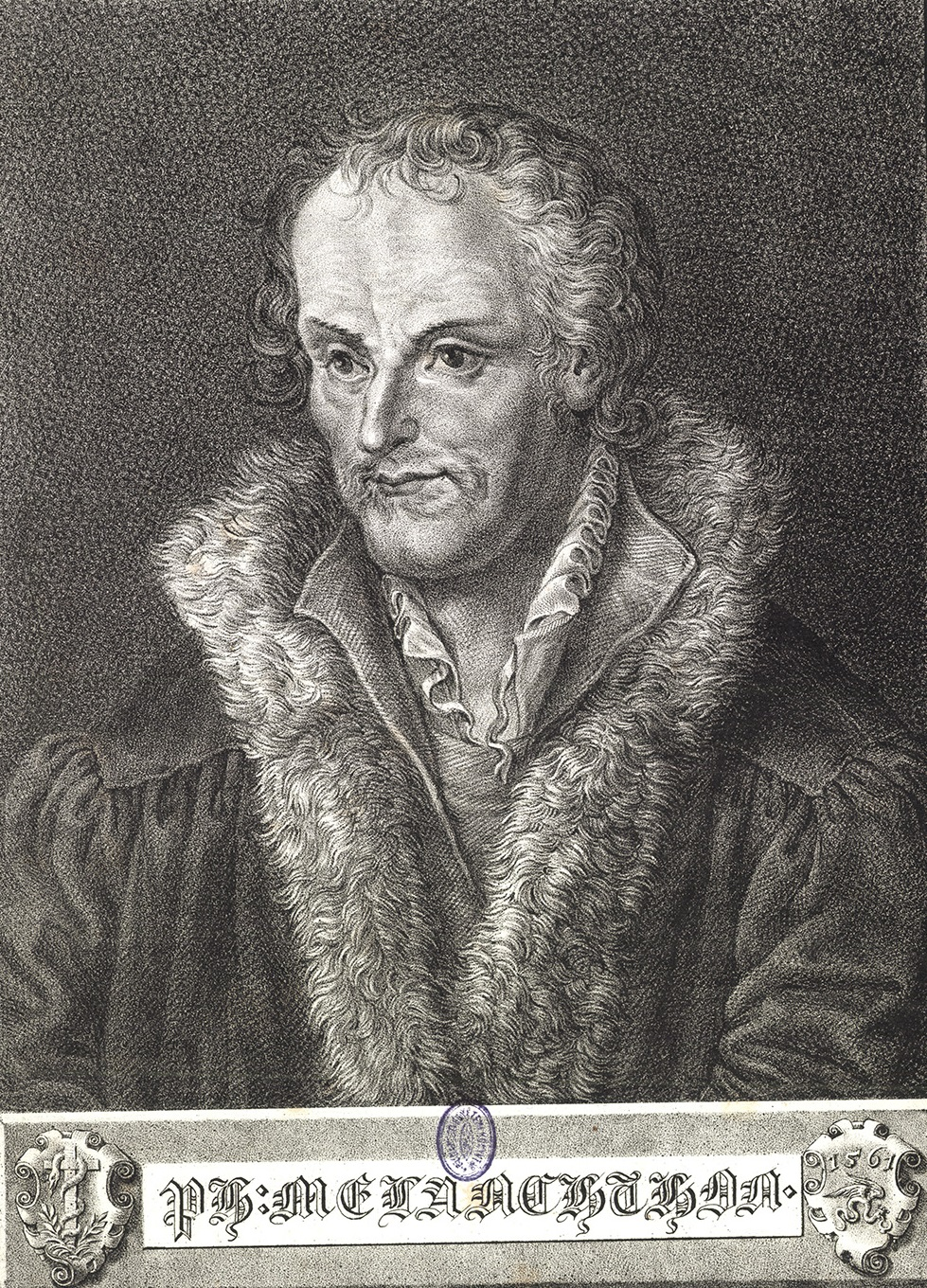
Philipp Melanchthon német teológus, reformátor, Luther Márton munkatársa

A Luther Márton által kezdeményezett mozgalom elveit mindenki saját érdekében értelmezte. Az elszegényedett köznemesség abban reménykedett, hogy megkaparinthatja az egyház javait. A parasztság Luther prédikációiban a társadalmi egyenlőtlenségek elleni lázadásra való biztatást látta. Luther tanai Észak- és Kelet-Németország elszegényedett vidékein nagy visszhangra találtak. A kor egyik legkiválóbb tudósa, Philipp Melanchthon támogatásával, Bölcs Frigyes szász választófejedelem védelmezésével, a német nép rajongó tiszteletétől övezve, folyamatosan egyre növekedett a reformáció ügyének elkötelezett, befolyásos hívek száma, a nemesség jelentős része, elsősorban Franz von Sickingen, Silvester von Schaumberg és Ulrich von Hutten, teljes körű támogatását fejezte ki. I. Miksa német-római császárnak sem állt hatalmában a mozgalom letörése, bár ő ezt nem is akarta, sőt egy ideig olyan tervet dédelgetett, hogy magát egy önálló német egyház fejévé választatja.
Azokban a német államokban, ahol a lutheri eszmék elterjedtek, az egyház és a hit a világi hatalom ellenőrzése alá került. Az egyházi hierarchiát felszámolták. Megszüntették a kolostorokat, az egyház javait pedig kisajátították. Ilyen módon, a Német Lovagrend birtokainak szekularizálásával lett 1525-ben Poroszország hercege Brandenburgi Albert, a lovagrend korábbi nagymestere.
A reformáció már az 1520-as évek első felére a lakosság jelentős többségének támogatására tett szert Pomerániában, Livóniában, Sziléziában, Poroszországban (az ezt kormányzó Brandenburgi Albert példájára és ösztönzésére), Mecklenburgban, Hessenben és a szász választófejedelemségben; valamint a birodalmi szabad városok egy része is (Nürnberg, Augsburg, Frankfurt am Main, Straßburg) szakított a régi egyházzal.
A német államok egy részében azonban a fejedelmek elutasították a reformátorok követeléseit. Németalföldön két szerzetest megégettek a lutheri tanok hirdetéséért (1523). Bécsben, Münchenben, Kölnben és más városokban is vetettek embereket máglyára vagy fejeztettek le. Az ilyen erőszakos cselekmények azonban inkább elősegítették, semmint korlátozták volna a reformáció terjedését. A reformátorok egyházi vagyon elleni támadásai, valamint Luther eszméi a hit szabadságáról mélyen hatottak a parasztságra, amely ettől kezdve egyre erőszakosabban adott hangot elégedetlenségének. Svábföldön és Türingiában kastélyokat és kolostorokat gyújtottak fel. Az 1525-ös parasztfelkelés idején a vallásos reformációt felváltotta a népi reformáció. A fejedelmek zsoldosseregeket vetettek be a felkelők ellen, ideiglenesen helyreállítva a rendet.

### Zwingli irányzata

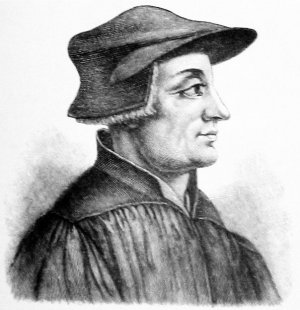
Ulrich Zwingli

Ulrich Zwingli Svájc németlakta részén élő pap volt, aki Lutherrel egyidőben lépett fel az egyházi reformokért. 1519-ben a zürichi főtemplom lelkésze lett. Miután 1523-ban eretneknek nyilvánították, a zürichi városi főtanács 600 egyházi és világi személy részvételével nyilvános vitát hirdetett Zwingli és ellenfelei között. A konstanzi püspök képviselője itt Zwingli tételei ellenében csupán a hagyomány és a zsinatok tekintélyét állította szembe, ezért a főtanács Zwinglit nyilvánította győztesnek. Egy újabb győztes vita eredményeként végül teljes győzelmet aratott Zwingli tanítása. A templomokból a képeket, szobrokat, oltárokat eltávolították, majd a misét eltörölték, és helyette az úrvacsorát fatányérokról és fakupákból két szín alatt szolgáltatták ki. Zwingli reformátori tanítása Luther tanaival jórészt egyezett, azonban egyes pontokban voltak közöttük eltérések is. A fő eltérés az úrvacsorai tanára nézve volt, valamint a szertartásokat és az egyházkormányzatot illetően. Zwingli kiküszöbölt az egyházból minden külsőséget, kezdetben még az orgonát is, az egyház legfőbb kormányzó hatóságaként pedig a nép szabad választása folytán létrejött világi hatóságot ismerte el. Prédikációi hatására a reformáció ügye nemcsak Zürichben, de Bernben és a gazdagabb és műveltebb német kantonban is nagy lendületet vett. Az öt szegényebb „őskanton” ugyanakkor határozottan ellenzett minden újítást.
1531-ben háború tört ki a katolikus és a reformokat támogató kantonok között. Az ütközetben a katolikusok győztek, és Zwingli is elesett a csatatéren, a reformáció általa megindított svájci térhódítása azonban folytatódott.
A kálvinizmus csakhamar túlszárnyalta a zwinglianizmust. Bullinger, a zwingliánusok vezetője 1549-ben megegyezésre jutott Kálvinnal az úrvacsoratanban, 1554-ben pedig a predesztináció kérdésében. Bullinger 1556-ban kálvini szellemben összeállította a Második Helvét hitvallást, amelyet mind Zwingli, mind Kálvin követői magukévá tettek. Ezzel a zwinglianizmus egyesült a kálvinizmussal. 

### A német államok közötti vallásháború
I. Miksa utódja, V. Károly császár megkísérelte visszaállítani birodalmában a katolikus egyház egységét. 1521-ben a wormsi ediktumban elrendelte Luthernek és híveinek a jogközösségből való kitaszítását, Luther írásainak elégetését és a nyomdatermékek általános cenzúráját. A rendeletet a fejedelmek az 1529-es speyeri birodalmi gyűlésen jóváhagyták. Mivel azonban a német nép jelentős hányada ragaszkodott Luther tanaihoz, amelyek a fejedelmek között is támogatókra leltek, 1530-ban a birodalom politikai-vallási kettészakadása elkerülhetetlenné vált. A reformációt pártoló fejedelmek 1531-ben létrehozták a schmalkaldeni szövetséget a császár és hívei (a katolikus „párt”) ellen. Évekig tartó feszültség után végül a császár megindította a schmalkaldeni háborút, amely 1547-ben győzelmet hozott számára. Arra azonban már nem volt képes, hogy a reformációval szemben bármilyen eredményt érjen el, mivel gyakorlati hatalommal nem rendelkezett a német államok fölött, és valójában a pápával is szemben állt. V. Károly inkább a kompromisszumos megegyezésre törekedett a protestánsokkal, hogy a német egyházat újraegyesíthesse és a saját központi hatalmát megerősítse. Amikor ebben kudarcot vallott, 1552-ben újabb polgárháború tört ki. A császár végül nem akarta hazája, politikája érdekeit tovább kockáztatni a katolicizmus miatt, és 1555-ben, az augsburgi vallásbékében kénytelen volt elismerni a vallásszabadságot Németországban. Mindegyik német tartomány saját fejedelme vallását vehette fel: „Akié a föld, azé a vallás”. Az alattvalóknak vagy ezt a vallást kellett követniük, vagy ki kellett vándorolniuk.

## A kálvinizmus
Kálvin János (Jean Caulvin, 1509–1564) 1535-ben Svájc francia nyelvű részén, Bázelban írta világhírű művét A keresztény vallás rendszere címmel, amely őt az egész francia reformáció fejévé tette. Életében a latin szöveg 14, a francia szöveg 10 kiadást ért meg. (Magyarra fordította Szenczi Molnár Albert, Hanau, 1624.)
1541-től a genfi városi tanács felkérésére a város egyházi életének vezetője lett. Az általa készített egyházi rendszabályzat Genf „egyházi alkotmánya” lett. Felállították a konzisztóriumot (egyháztanács) felerészben egyházi, felerészben világi tagokból. Ez gyakorolta az egyházi hatalmat és közvetlen befolyása volt a város világi igazgatására is. Kálvin betiltotta a hivalkodó, fényűző életmódot, a táncmulatságokat, a szerencsejátékokat, bezáratta a színházakat és a kocsmákat. Még az öltözködés és az étkezés szabályait is meghatározta. Ezek megszegéséért szigorú büntetéseket helyezett kilátásba. Ugyanakkor Kálvin kezdeményezésére 3 fakultással 1559-ben megnyitották a genfi Akadémiát , amely tevékenyen hozzájárult a kálvinista teológia tanításához. Genf az irodalmi élet központja lett, ahol egyszerre 30 könyvnyomda működött.
Kálvin egyik, sokat vitatott tanítása a predesztináció, az eleve elrendelés elve. Még az üzleti siker is az eljövendő megváltás jele. Az ember köteles erkölcsös és tevékeny életet élni. Kálvin a reformáció új irányzatát vitte sikerre Genfben, amelynek alapján a református egyházak világszerte ma is működnek. Rendszerét és a református egyházat kálvinizmus néven is szokás emlegetni. Egyetlen más protestáns egyház sem gyakorolt ennél mélyebb és tartósabb hatást a nyugati világra.

## A reformáció Angliában

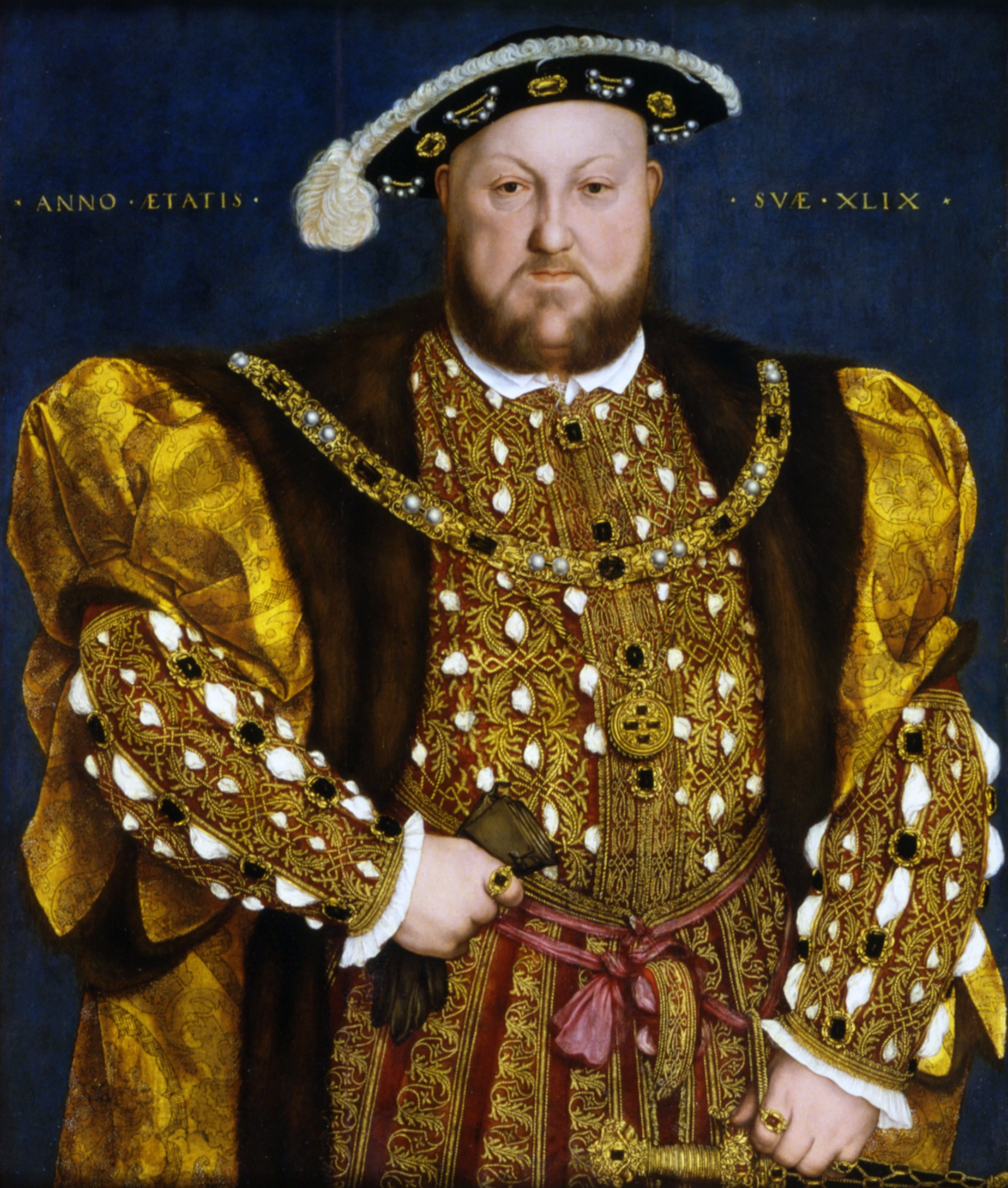
VIII. Henrik, ifj. Hans Holbein festménye, 1539–40

Angliában, ahol a monarchia és Róma között már régebben jelentkeztek ellentétek, a reformáció hulláma politikai jelleget öltött, VIII. Henrik király nem kívánta kisajátítani az egyházi javakat.
VIII. Henrik uralkodása kezdetén jó viszonyban állt a pápasággal és szembefordult a reformációval. Az ellentét kirobbanására akkor kerül sor, amikor a pápa nem engedélyezte, hogy a király elváljon első feleségétől. VIII. Henrik 1534-ben elfogadtatta a Parlamenttel az Act of Supremacyt (Egyházfői határozat), amelynek értelmében ő maga lett a Rómától függetlenedett anglikán egyház feje is.
Az egyházi reformot Angliában kegyetlen erőszakkal vitték végbe. Az angliai reformáció ebben a szakaszban az abszolutizmus erősítésének a szolgálatában állt. Ennek az érdekében megszüntették a kolostorokat, az egyház javait pedig szétosztották a király leghűségesebb nemesei között. Lefordították a Bibliát angol nyelvre. Említésre méltó, hogy megmaradtak az egyházi dogmák (minden hívő számára kötelező tanítások) és a katolikus liturgia.
VI. Eduárd utóda a trónon, nővére, I. Mária angol királynő (1553–1558) igyekezett a katolikus vallást visszaállítani és üldözte a reformáció képviselőit. Ezért nevezték el a protestánsok „Véres Máriának” (Bloody Mary).
Mária halála után, I. Erzsébet (1558–1603) visszaállította a megreformált államegyházat és elkészítette a 39 cikkelyből álló anglikán hitvallást végleges szövegét is (1571), amelyben keveredik a katolikus és a kálvini tanítás.
Katolikus mintára megtartották a püspökök hatalmát (episzkopális vagy püspöki egyház), a papok és a diakónusok rendjét és azok felszentelését. Protestáns mintára csak a keresztség és az úrvacsora szentségét fogadták el, elutasították az átlényegülésről szóló katolikus tanítást, elvetették a misét, a tisztítótűz dogmáját, a szentek és ereklyék tiszteletét. Vallották a protestáns megigazulási tant és elvetették a pápa primátusát.
I. Erzsébet az abszolút királyi hatalom és az új egyház védelmére törvényszéket állíttatott fel, amely akasztással vagy elevenen való felnégyeléssel sújtotta azokat, akik gyóntak vagy gyóntattak, halállal büntette azokat, akik katolikus papnak szállást adtak, börtönbüntetésre ítélte azokat, akik az anglikán istentiszteleteket nem látogatták. 
Az államegyház kálvinista ellenfeleit, akik meg akarták tisztítani az egyházat a „pápista kovásztól” az 1560-as évektől puritánoknak nevezték. Erzsébet kíméletlenül üldözte őket. Sokan Németalföldre menekültek. 
Az államegyházhoz nem tartozó, a reformációt lényegileg és külsőségekben is komolyabban vevő közösségek gyűjtőnevei: kongregacionalisták és puritánok. 

## A reformáció Franciaországban
Luther vallási reform tanai már az első években ismertek lettek Franciaországban, ahol a valdensek már több mint 200 évvel korábban ugyanolyan szellemben és irányban működtek, mint a 16. század reformátorai. A kezdettől fogva kegyetlen üldözésük ellenére a protestánsok száma 1558-ra már 400 000-re emelkedett. Első nemzeti zsinatukat 1559-ben tartották, amikor a lutheri iránytól teljes mértékben a genfi reformációhoz csatlakoztak. A Kálvin egyik tanítványa, Chandieau által fogalmazott hitvallást (a Confessio Gallicanát) fogadták el. Az isteni tiszteletet, egyházfegyelmet és szervezetet illetőleg teljesen Kálvin szigorú puritán és presbiteriális elveit vették át. A franciaországi kálvinistákat hugenottáknak (Huguenots) nevezték.

### A hugenotta egyház története

A Szent Bertalan éji tömegmészárlás

II. Ferenc uralkodása alatt (1559–60) szigorú rendeleteket hoztak a hugenották ellen. Eszerint amelyik házban református vallási összejöveteleket tartanak, az lerombolandó, az összejövetelen résztvevők halállal büntetendők. Az ezt követő összeesküvés és a kegyetlen megtorlás következtében több egymást követő vallásháború tört ki 1562–1570 között. Végül a hugenották majdnem teljes vallásszabadságot kaptak.
Hogy az örökös belháborúknak véget vessenek és a békét megszilárdítsák, a hugenották vezérének, Navarrai Henriknek eljegyezték a király nővérét. A lakodalmi ünnepség hatodik éjjelén, Szent Bertalan-napra virradóra (1572. augusztus 23–24.) váratlanul megkezdődött Párizsban, majd egész Franciaországban a hugenották lemészárlása, amit a történelem Szent Bertalan-éjnek nevez. A hugenották nagy veszteségeik dacára ismét fegyverre keltek vallásuk védelmére és mintegy két évtizeden át újabb sorozatos vallásháborúk dúlták az országot. A háborúkat lezáró 1598-as nantes-i ediktum a hugenottáknak, Párizs és más négy nagyobb város kivételével, az egész országban szabad vallásgyakorlást, hivatalviselhetési jogot biztosított, valamint meghagyta kezükön az eddig birtokolt várakat és erődöket.
XIII. Lajos uralma alatt (1610–1643) ismét veszélyes lett a hugenották helyzete. Richelieu bíboros kancellár váraikat elfoglalta és politikai hatalmukat megtörte. XIV. Lajos hosszú uralkodása alatt (1643–1715) minden joguktól megfosztották őket. A nantesi ediktumot eltörölte, a dragonyosok erőszakoskodásai, a börtönök és kegyetlenkedések sok ezer hugenottát áttérítettek a katolikus egyházba, még többet – mintegy 300–400 000 főt – Svájcba, Brandenburgba, Angliába való kivándorlásra kényszerítettek. Franciaország területén gyakorlatilag felszámolták a protestantizmust.

## A reformáció Magyarországon
A 16. század közepére a lutheri tanok a német lakosság közvetítésével a reformáció Magyarországon is elterjedt, ahol kezdetben főleg a városi polgárság bizonyult fogékonynak a mozgalomra. A szászok, a magyarok és a szlovákok egyaránt megszervezték a Luther Márton tanításain alapuló lutheránus (evangélikus) egyházaikat. A Magyar Királyság három részre szakadása, és a nemzeti újraegyesítő törekvések ugyanakkor kedveztek a reformáció térhódításának a magyarság egésze körében. Az új vallás ettől kezdve a katolikus Habsburgok elnyomó politikájával szembeni „nemzeti üggyé” vált. A reformáció nagy mértékben hozzájárult a magyar nyelv és irodalom kora újkori látványos kibontakozásához is.
A Kárpát-medence lakossága között eleinte Luther tanai domináltak, de hamar ismertté váltak Zwingli és Kálvin nézetei is. Elsősorban a magyar köznemesség tért át hamar a kálvinista (református) hitre. Az 1560-as években végül a német és a svájci reformáció hívei a három részre szakadt ország valamennyi részén két külön egyházzá alakultak, és a 16. század második felére már a magyarság túlnyomó része kálvinista lett. A szászok és a szlovákok megmaradtak a lutheránus vallás mellett. A magyarok közül csak a nyugat-dunántúli magyarok maradtak többségükben lutheránusok.

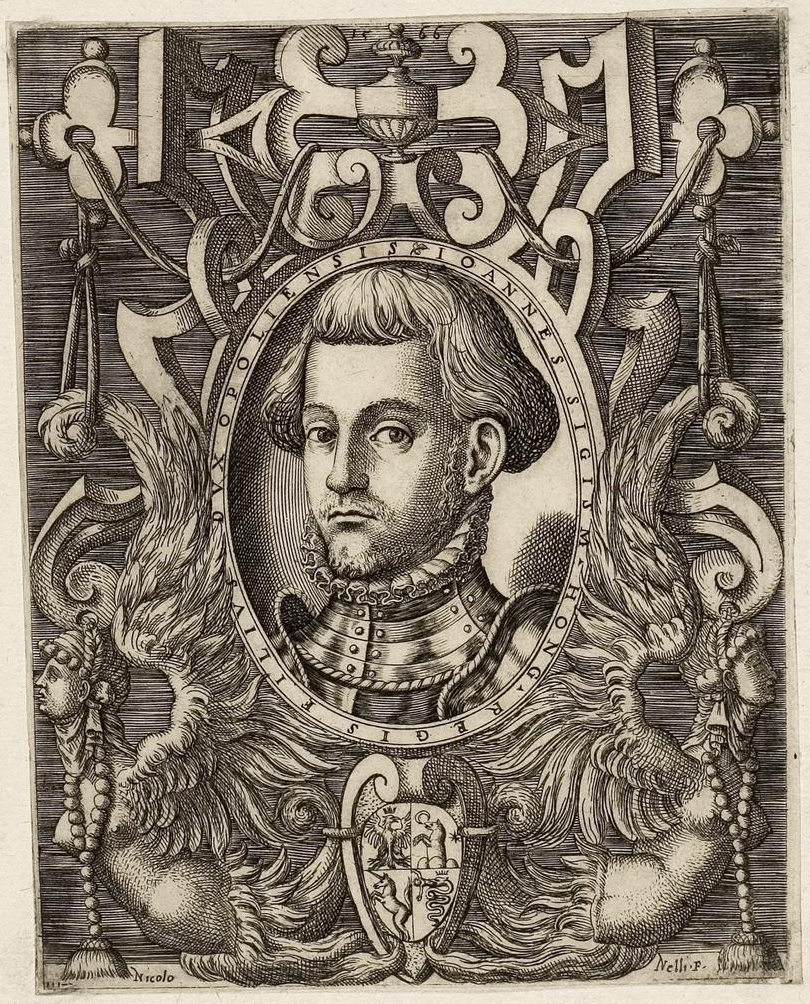
János Zsigmond, erdélyi fejedelem, a vallásszabadság pártolója

II. Miksa császár (Miksa magyar király) csak külsőleg volt katolikus, de pártolta a reformációt. A Királyi Magyarország főméltóságú, illetve katonai vezetői beosztásaiba lelkes protestánsokat nevezett ki. utódja, Rudolf uralkodása kezdetén már csak három magyar főnemesi család maradt a katolikus egyházban, de a köznemesek és polgárok között is csak elvétve akadt egy-két katolikus család. A 16. század utolsó évtizedeiben a legfőbb, országos tisztségeket protestáns főurak viselték. Még a katolikus főpapok közül is többen csatlakoztak a reformáció egyházaihoz.
A török hódoltság alatt álló területeken a török basák nem szóltak bele a keresztények vallási ügyeibe, a lakosság szabadon választhatta meg a vallását. Ez a reformáció gyors térhódítását eredményezte. A magyar kálvinista egyház éppen a török hódoltság alatt álló Debrecenben született meg, amelyet a református magyarok egyik központjaként „kálvinista Róma” néven is emlegettek. A debreceni zsinaton (1567) a Tiszántúl 17 egyházmegyéje ugyancsak a kálvinizmushoz csatlakozott. A török uralom alatti tolnai és baranyai területek a hercegszöllősi zsinaton (1576) döntöttek így.
János Zsigmond erdélyi fejedelem szintén a reformáció hívévé vált, és a kálvinizmus Erdélyben egyenesen az államvallás rangjára emelkedett. Az erdélyi szászok megtartották a lutheránus (evangélikus) vallást, A székelyek és más magyar nemzetiségű protestánsok pedig csatlakoztak a kálvini reformációhoz. A tordai (1563) és nagyenyedi (1564) zsinatokon válnak külön felekezetekké a szászok és magyarok, mindkét csoport saját püspököt is választott magának. A magyarok egy kisebb része a reformáció radikális irányzatát képviselő új unitárius egyházhoz csatlakozott. Az ortodox vallású erdélyi románokat pedig nem érte el a reformáció. Hosszas és kemény viták után az 1568-as tordai országgyűlés négy hivatalos felekezetet ismert el: a kálvinista, a lutheránus, a katolikus és az unitárius vallásokat – ezzel Európában szinte egyedülálló módon vallásszabadságot biztosított.
A magyar reformációt Dévai Bíró Mátyás munkássága indította el. Az ország három részre szakadása után a reformáció kimagasló vezetői a török hódoltság területén Méliusz Juhász Péter, Erdélyben a magyarok között Heltai Gáspár, a szászok között Johannes Honterus, a királyi Magyarország területén pedig Károlyi Gáspár voltak.

## A reformáció Európa többi részén
A 16. század során a lutheri tanok alapján álló evangélikus egyház az északnémet területeken kívül a skandináv országokban is egyeduralkodó lett. A kálvinizmus ugyanakkor Svájcon, Franciaországon és a Kárpát-medencén kívül elsősorban Németalföldön és Skóciában terjedt el, de Csehországban és Lengyelországban is megalakult a kálvini hitelvek szerinti református egyház.

### Németalföld
A mai Belgium és Hollandia Németalföld néven 1477 óta a spanyol Habsburgokhoz tartozott, a területet a királyi családból származó helytartók kormányozták. A reformáció térhódítását előmozdította a spanyol elnyomás. V. Károly pedig az ősi hit egységének megtartásával próbálta a különböző tartományokat egységes állammá szervezni. A lutheranizmus Németországból korán eljutott Németalföld középső és északi tartományaiba. Frízföldön és Hollandiában az újrakeresztelők mozgalma terjedt, akik fantasztikus elképzeléseket dédelgettek mindaddig, míg Münster eleste kijózanodást nem hozott. V. Károly idején Németalföldön eretnekek ezreit végezték ki, elsősorban az újrakeresztelőket. Később Észak-Franciaország felől hódítani kezdett a kálvinizmus, kiszorítva a lutheránus befolyást.
Hollandiában a római katolikus spanyol uralkodók fegyverrel akarták a reformációt elnyomni, de a reformáció hívei Orániai Vilmos vezetése alatt hitük és szabadságuk védelmére fegyvert fogtak, és megszabadultak a spanyol uralomtól. Hollandiában a kálvinizmus szellemi központja az 1575-ben alapított leideni egyetem lett.

### Skócia
A skóciai reformáció kezdetei az 1520-as évekre nyúlnak vissza. 1528-ban halt meg Skócia első protestáns vértanúja, Patrick Hamilton.
A hitújítás a kiskorú Stuart Mária uralma alatt kezdett erőteljesebben tért hódítani. A hatóságok kezdetben szigorúan felléptek az új hit prédikátorai ellen, közülük többet is kivégeztek.

A skót John Knox (1505–1572) öt évet töltött Európában Kálvin János mellett tanulva, visszatérve pedig bátorította honfitársait az Egyház megreformálására. Nekilátott a kálvini mintájú egyház szervezésének. Nagy hatású tanításai nem kímélték a katolikus egyházat, a nép sok helyütt összetörte és kidobálta a templomokból a bálványozott képeket és szobrokat. A reformáció mozgalma egyre inkább terjedt.

### Lengyelország
Lengyelországban a husziták és a humanisták készítették elő az újkori reformációt. Első terjesztői a külföldi egyetemekre járó ifjak és a városról városra járó kereskedők voltak. I. Zsigmond király (1506-1548) szigorú rendeletet adott ki a hitújítók ellen, és Gdańsk városát 1526-ban megbüntette, amiért Luther tanaival rokonszenvezett.
A városi lakosság egy része Luthert követte, a nemesség egy része pedig a németek és Róma iránti ellenszenvből a francia Kálvinhoz csatlakozott. Ezenkívül a hazájukban üldözött cseh-morva testvérek és az Itáliából menekült antitrinitáriusok jöttek és hirdették tanaikat.
Amikor II. Zsigmond Ágost a trónra lépett 1548-ban, a lengyel protestantizmus már erős lehetett. A királynak udvari papja és gyóntatója, az olasz származású Lismanino Francesco alapjában véve már ekkor református volt, aki az udvar előtt Kálvin Institutiójából felolvasásokat tartott.

### Skandinávia
Az északi birodalmak az 1520-1530-as években kezdtek áttérni a lutheranizmusra. A katolicizmus teljes felszámolásával konzervatív jellegű, tisztán lutheránus egyházak jöttek létre. A reformokra, amelyek az új egyházformát rákényszerítették alattvalóikra, nem a nép vallási szükségletéből adódóan, hanem a fejedelmi politika következtében került sor.
Dániában elsőként II. Keresztély király igyekezett bevezetni a reformációt, de a katolikus érzelmű nemességgel és papsággal szemben képtelen volt megvédeni álláspontját. 1523-ban feladta trónját és elmenekült. III. Keresztély uralkodása alatt, 1536-ban azután bevezették a reformációt. A dán egyházi szertartás Bugenhagen alkotta meg. Az egyházi birtokok nagy része a koronára szállt; az ország hét püspökét elmozdították hivatalából, helyükre hét szuperintendens lépett, akiket később ugyancsak püspököknek neveztek; az apostoli utódlás kérdése szóba se került.
A Dániával szövetséges Norvégiában 1536-ban vezették be a reformációt. Izlandon 1539-től fokozatosan terjedtek a reformáció eszméi. Svédország 1521-ben, illetve 1523-ban vált politikailag függetlenné Dániától. Az evangélikus nézeteket egy testvérpár terjesztette, akik Wittenbergben tanultak.

## A reformáció mellékáramlatai
A reformáció nemcsak a régi és az új egyház harcát jelentette. Mellettük egy sor kisebb irányzat is színre lépett, ezek közül a következőket emelhetjük ki:
- az újrakeresztelő (anabaptista) mozgalmak
- a misztikus spekulatív gondolkodók
- az ún. antitrinitáriusok (unitáriusok)

Az újrakeresztelő mozgalomnak szinte áttekinthetetlenül sok válfaja volt, a misztikus-spiritualisták, a rajongók és az antitrinitáriusok egymáshoz való viszonya rendkívül változatos volt, a legkülönfélébb eredetű gondolatok keveredtek bennük: misztikus, khialisztikus, panteista, szocialista nézetek, a 14–15. század skolasztikájának kritikai gondolatai, a reneszánsz, a lutheri és zwingliánus reformáció eszméi.

### Az anabaptista mozgalom
Az anabaptizmus a reformáció bal oldali irányzatának legradikálisabb változata. Zwickauban, Thomas Müntzer az irányzatot harcos antifeudális mozgalommá fejlesztette. Tagjai csak felnőttként keresztelkedhettek meg, így felelősen dönthettek vallási hovatartozásukról. Az államhatalom megszüntetését és vagyonközösséget követeltek. Támadták a gazdagságot, és Isten birodalmának a Földön történő megvalósítására törekedtek. Társadalmi és gazdasági reformokat hirdettek (az őskeresztényi állapot visszaállítását, ahol mindenki egyenlő). Parasztok tömegei csatlakoztak hozzájuk, ami az 1524-26-os német parasztháborúhoz vezetett, melyet a fejedelmek könnyűszerrel levertek.
Az anabaptistáktól származó mai vallási csoportok közé tartoznak a mennoniták, az amishok és a hutteriták.

### Misztikus-spekulatív irányzatok
Független gondolkodókban tovább élt a reformáció előtti misztika is, amelyet részben erősített a platóni misztika, valamint a reneszánsz új természetszemlélete. A misztikus áramlatok képviselői távol tartották magukat a nagy egyházaktól és az újrakeresztelőktől, legfeljebb csak külsőleg csatlakoztak hozzájuk. Szakítottak a katolikus dogmával, amennyiben félretették, vagy panteista értelmezést adtak neki. A misztikus-spiritualisták a Szentírás „betűje” fölé helyezték a „lelket”, amely mint „belső világosság”, azaz személyesen átélt kinyilatkoztatás a bizonyosság egyetlen forrása. Ebben az összefüggésben fontosnak tartották a pszichológiai önmegfigyelést, és a fantasztikum határát súroló spekulációkba bonyolódtak.  Legkiemelkedőbb képviselőjük Sebastian Franck , illetve Kaspar Schwenckfeld volt, a schwenkfeldiánusok szektájának létrehozója. 

### Az antitrinitárius mozgalom
Az antitrinitáriusok (Szentháromság-tagadók) – korai előfutáraikhoz hasonlóan (pl. ariánusok) – tagadták a Szentháromságtant, amely szerint egy Istenben három személy van. A 4. századig a Szentháromságtan egyáltalán nem volt az isteni természetről szóló korai keresztény tanítás tükörképe. Utána viszont a nyugati (katolikus) és keleti (ortodox) egyház több mint ezer éven át fenntartotta ezt a dogmát. A Szentháromság tanától a reformátorok sem szakadtak el, annak ellenére, hogy ez a tanítás a Bibliában nincs olyan világosan és kihegyezetten benne, ahogy a kereszténység fővonala tanítja.
Demokratikus elveik miatt a kálvinistákhoz álltak közel, de tagadták a predesztinációt. Legjelentősebb képviselőjük a spanyol orvos Szervét Mihály volt. Szervét az inkvizíció elől Genfbe menekült. Hitvitát folytatott Kálvinnal, de mivel Isten hármas természetének kérdésében nem tudtak megegyezésre jutni, a genfi nagytanács Szervétet börtönbe vetette, majd máglyahalálra ítélték.
Szervét kivégzése után a Svájcból elüldözött antitrinitáriusok jó része Lengyelországban és Erdélyben talált menedéket.

#### Lengyelország
1550 körül számos antitrinitárius gondolkodó gyűlt össze Krakkóban, akik Bona Sforza királyné gyóntatópapja, Lismanino vezetésével igyekeztek egyeztetni nézeteiket.

#### Erdélyi terjedés
Az Erdély területén élő Szentháromság-tagadók mérsékelt irányzatából szerveződött meg az unitárius egyház. Itt mindenekelőtt Giorgio Biandrata (Blandrata György) eszközölte ki hittestvérei számára a megtűrtséget. Az unitárius vallás tanait Dávid Ferenc dolgozta ki aki egyben az Erdélyi Unitárius Egyház első püspöke is volt. Az egyház fennállását 1568-tól számítják, amikor a tordai országgyűlésen a világon elsőként kihirdették a lelkiismeret és vallásgyakorlás szabadságát. Az 1568-as tordai törvény négy bevett felekezetet ismert el.

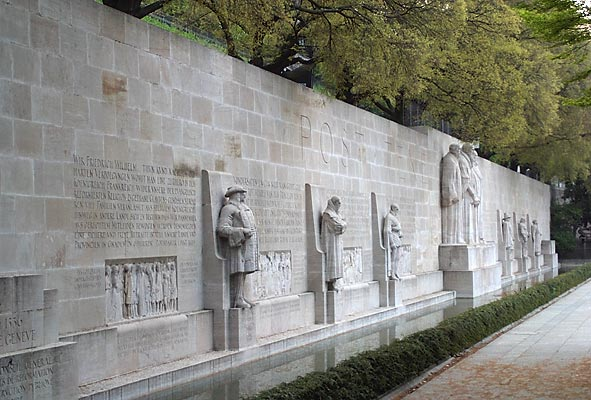
A reformáció emlékműve Genfben

### Bibliográfia
- Luther és kora Graham Tomlin ISBN 978-963-9193-96-3
- Diarmaid MacCulloch: A reformáció története, ford. Varga Benjámin, Budapest, Európa, 2011, ISBN 978-963-07-9281-3